# Église de La-Nativité-de-la-Sainte-Vierge de La Prairie
L'Église de La-Nativité-de-la-Sainte-Vierge est une église catholique située à La Prairie dans la région de Montréal au Québec, Canada. Elle fait partie du répertoire du patrimoine culturel du Québec.

## Histoire

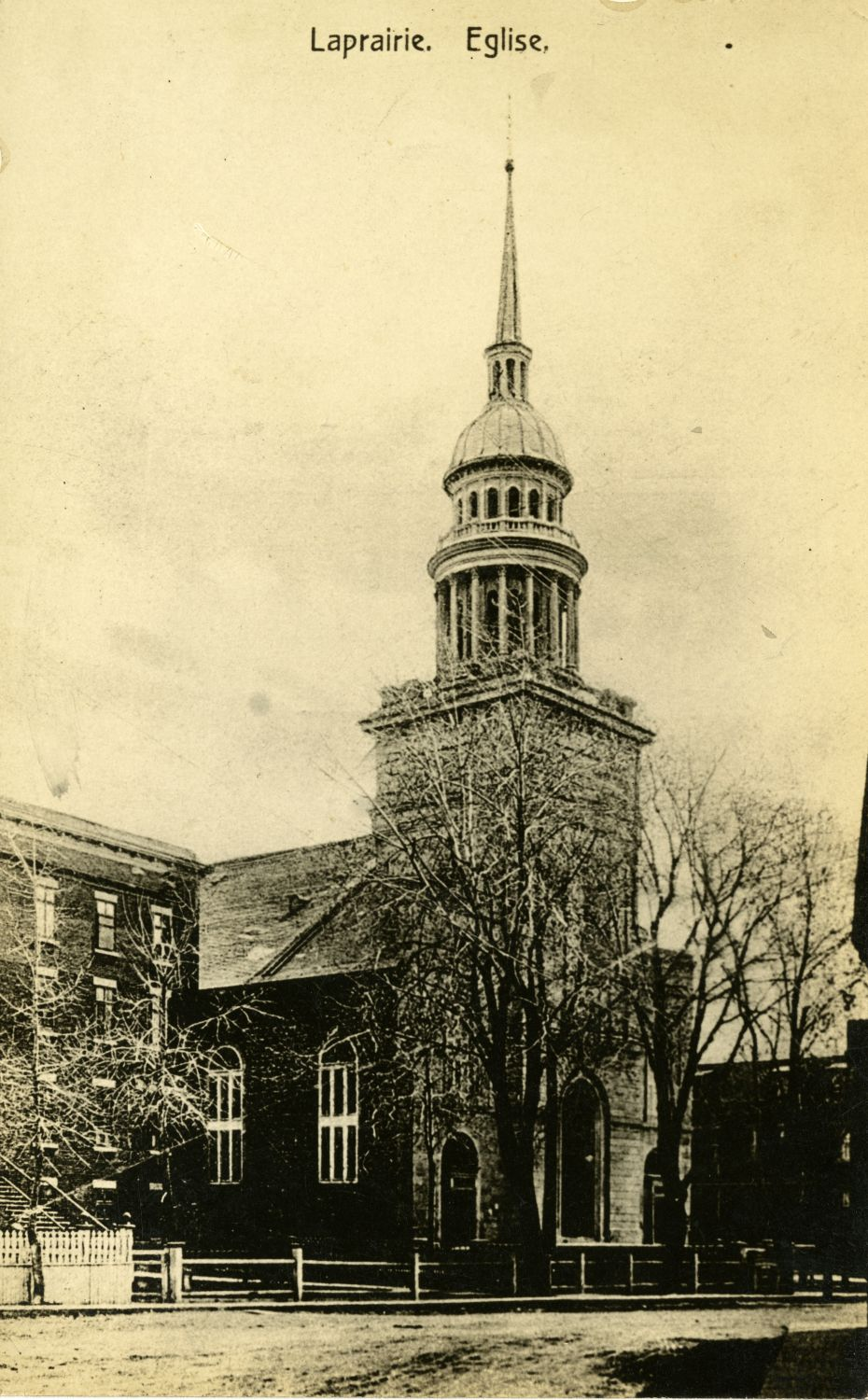
L'église vers 1910

Une première chapelle est construite en 1687 avant d'être remplacée par une petite église de pierre en 1705. En raison du manque de place pour accueillir les fidèles, l'église néoclassique actuelle est construite en 1841, sur l'emplacement de la palissade de 1689 et conformément aux plans de l'architecte Pierre-Louis Morin. Victor Bourgeau est chargé de travaux sur l'église entre 1855 et 1871, notamment pour la façade, la sacristie et le clocher dans lequel les cloches sont finalement accrochées en 1871. Bourgeau conçoit également la décoration intérieure. Des rosaces sont ajoutées au-dessus des portes en 1923 et un orgue Casavant est installé en 1952.
À l'extérieur de l'église, on retrouve un charnier, construit en 1834, et l'ancien cimetière ouvert en 1667 et désaffecté en 1890.
L'église a échappé de peu aux deux incendies majeurs à La Prairie, ceux de 1846 et de 1901. Elle a été déclarée patrimoniale en 1975.

## Description
L'église est bâtie selon un plan rectangulaire, avec un chœur à l'avant en forme d'abside, et deux chapelles latérales. La nef et l'arrière de l'église ont deux étages qui permettent ainsi d'accueillir un plus grand nombre de personnes.
Le chœur est orné de deux vitraux et de statues de la Vierge, des quatre évangélistes (saint Jean, saint Luc, saint Mathieu et saint Marc) et des apôtres saint Paul et saint Pierre.

### Sainte Pacifique
La chapelle du côté cour de la nef contient un gisant de sainte Pacifique abritant ses ossements. Située sous l'autel derrière une vitre transparente, la représentation de sainte Pacifique est faite de cire et de chiffons, revêtue d'habits de soie. Les ossements sont placés dans une boîte à l'intérieur de l'effigie.
Sainte Pacifique serait une patricienne romaine qui voulut se convertir au catholicisme et qui fut martyrisée en raison de sa foi.
Les ossements sont acquis par Ignace Bourget, évêque du diocèse de Montréal, lors de son voyage à Rome en 1870. Il en fait don à l'église lorsqu'il vient bénir les nouvelle cloches en 1871.

## Galerie

### Extérieur

Arrière de l'église
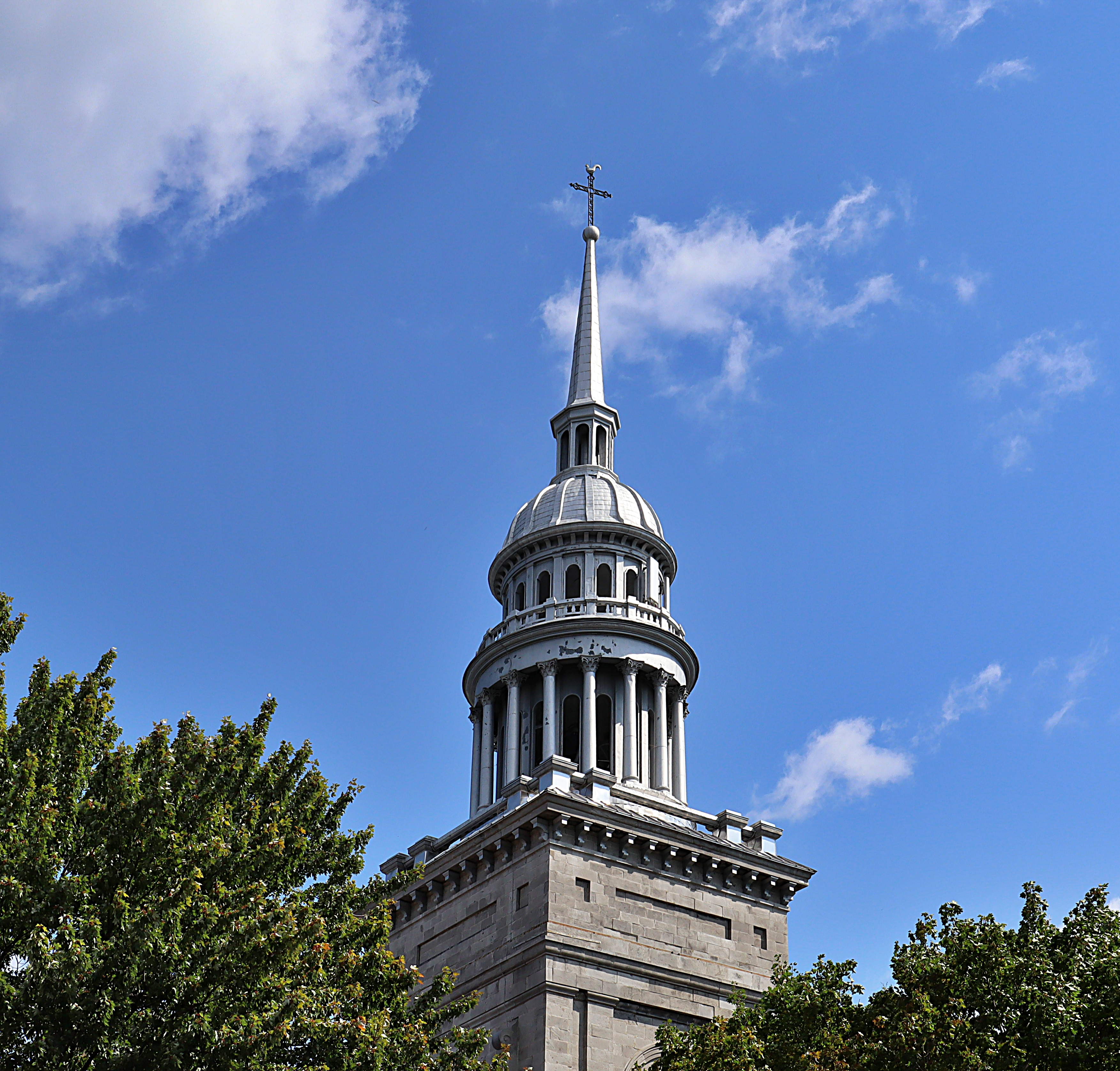
Clocher de l'église
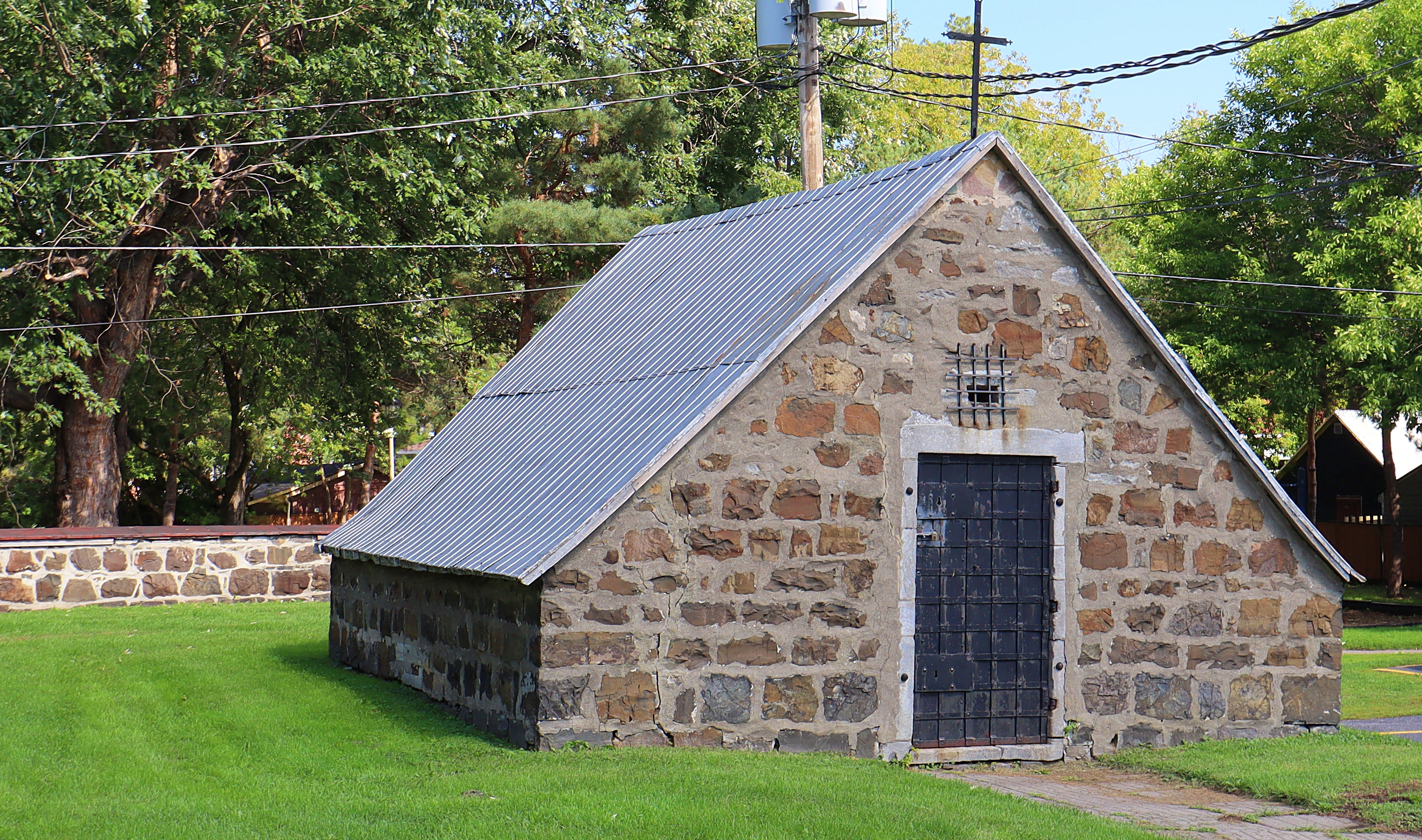
Charnier

### Intérieur

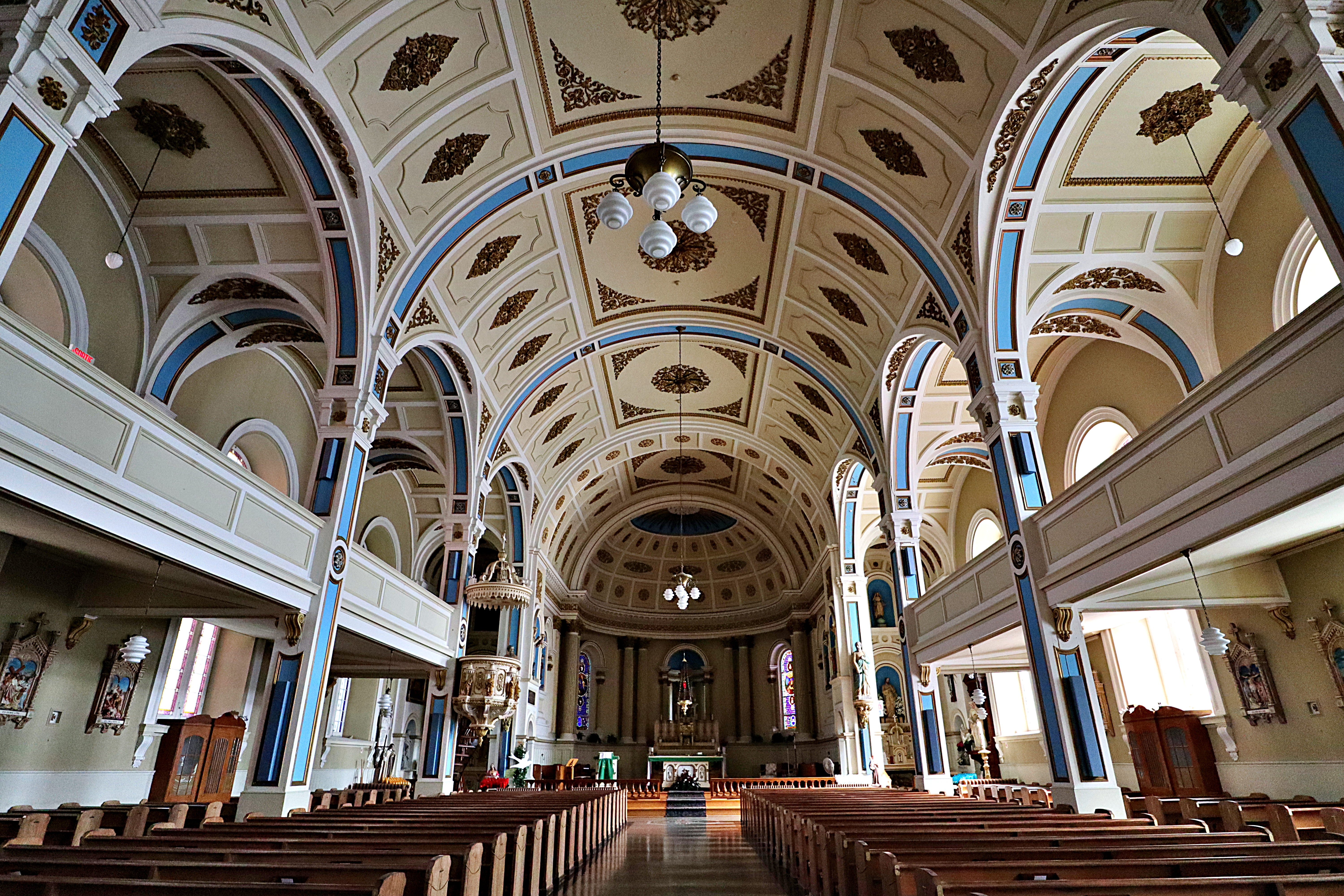
Nef
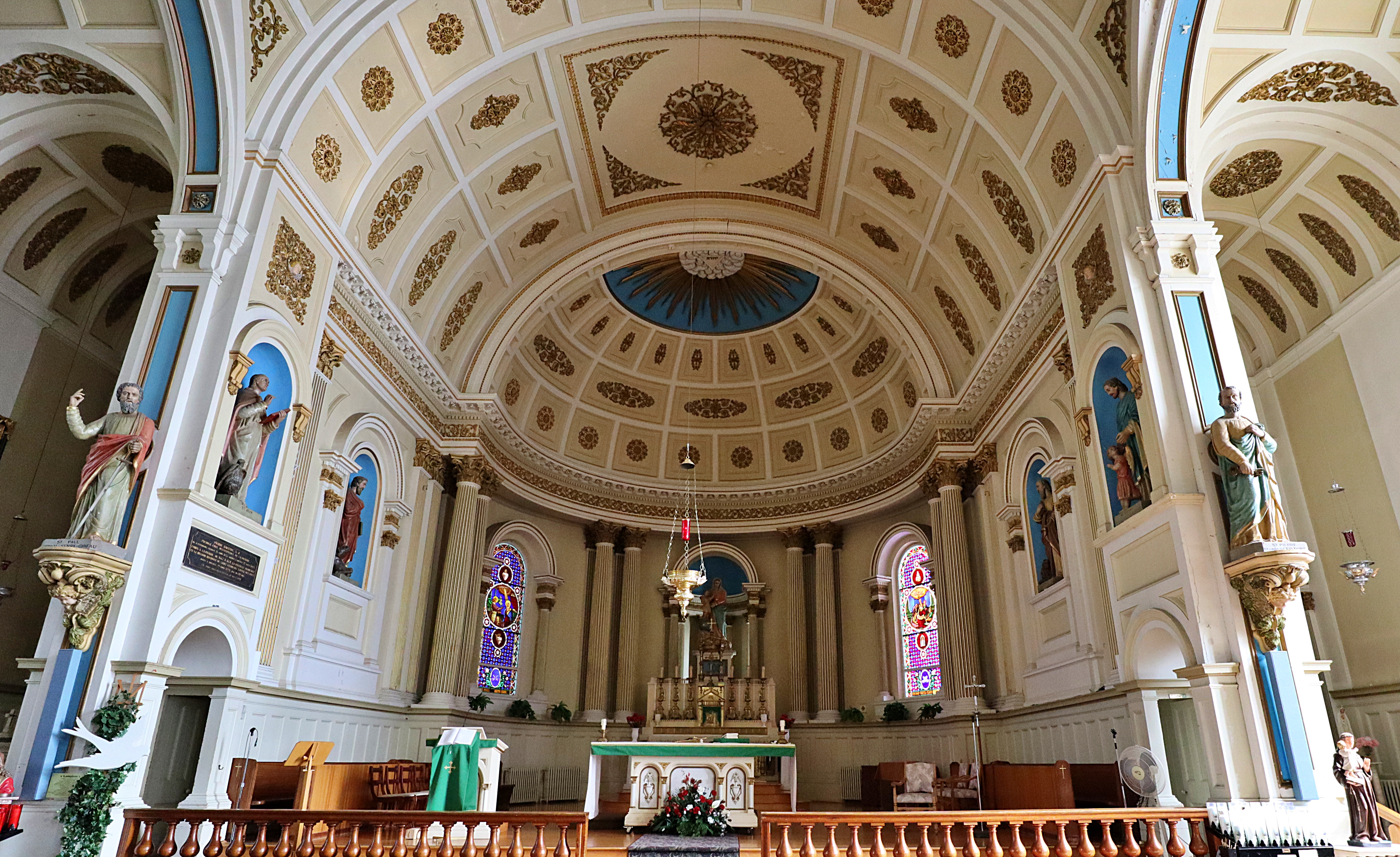
Chœur
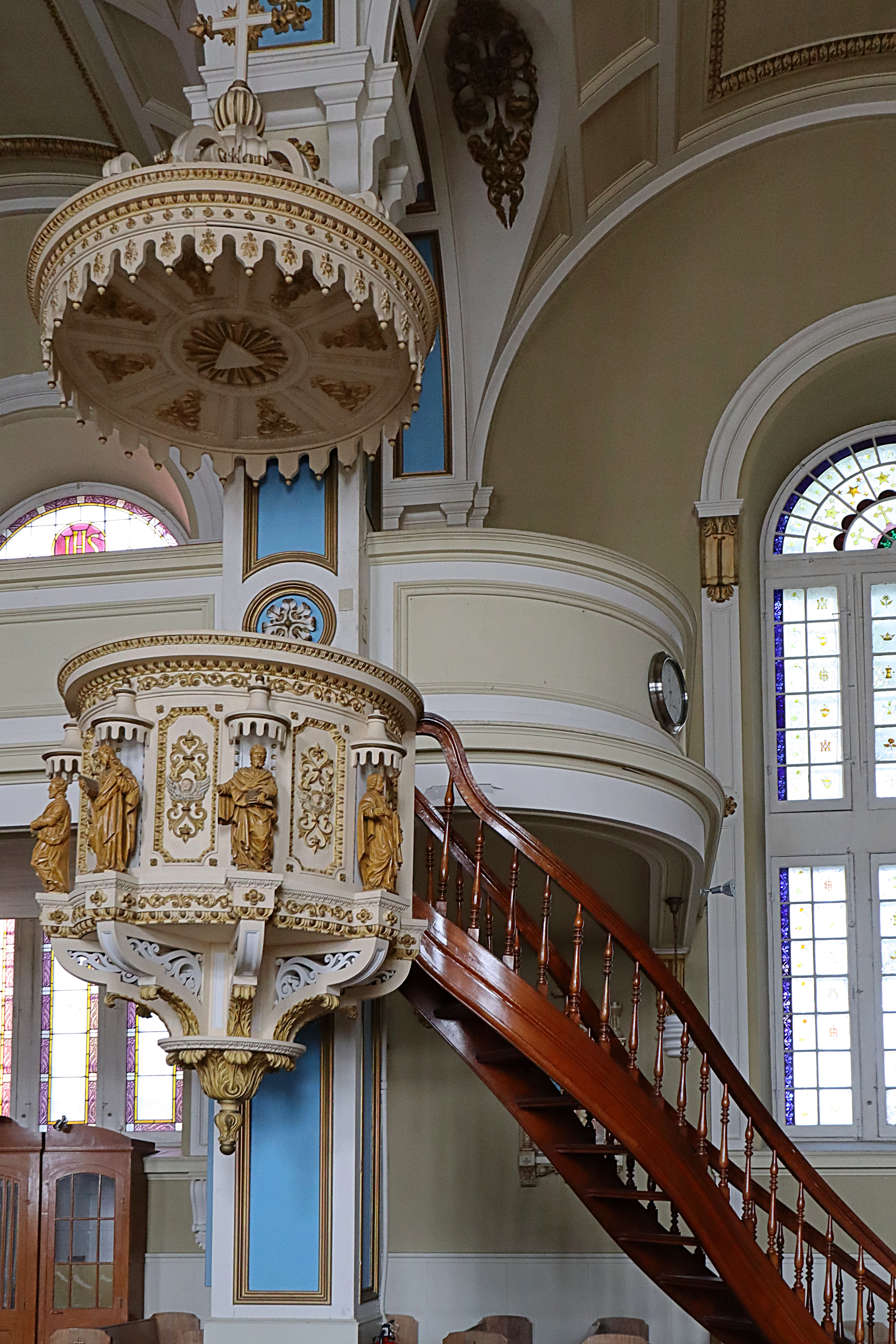
Chaire
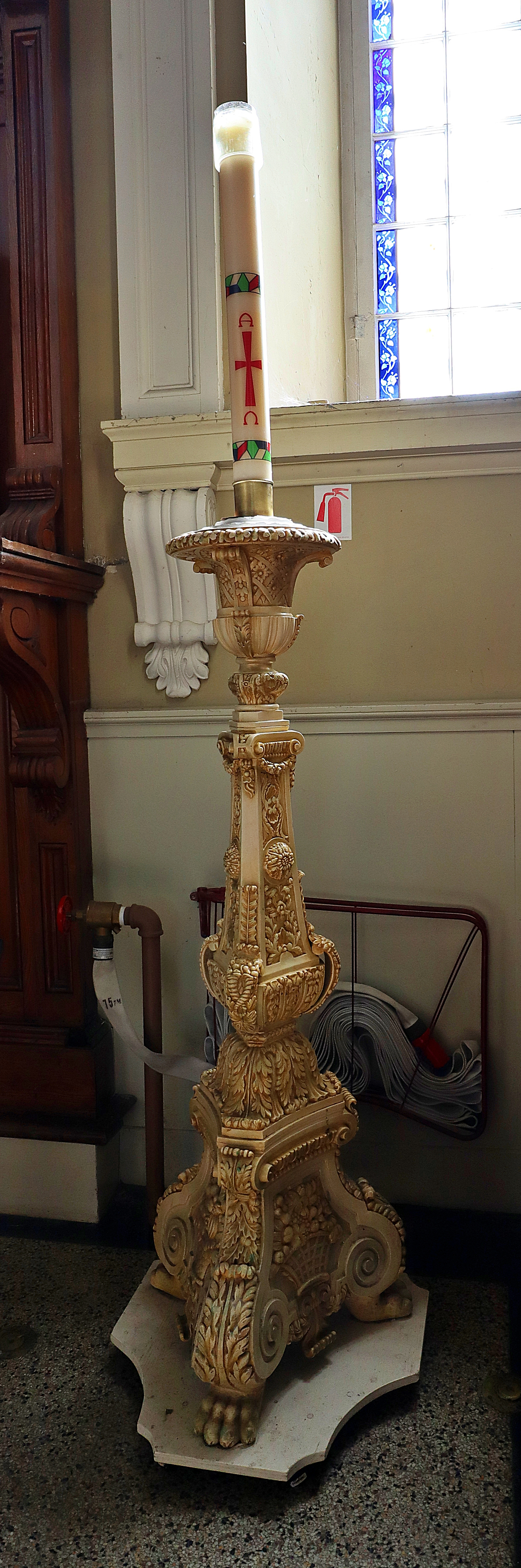
Chandelier récupéré de la deuxième église
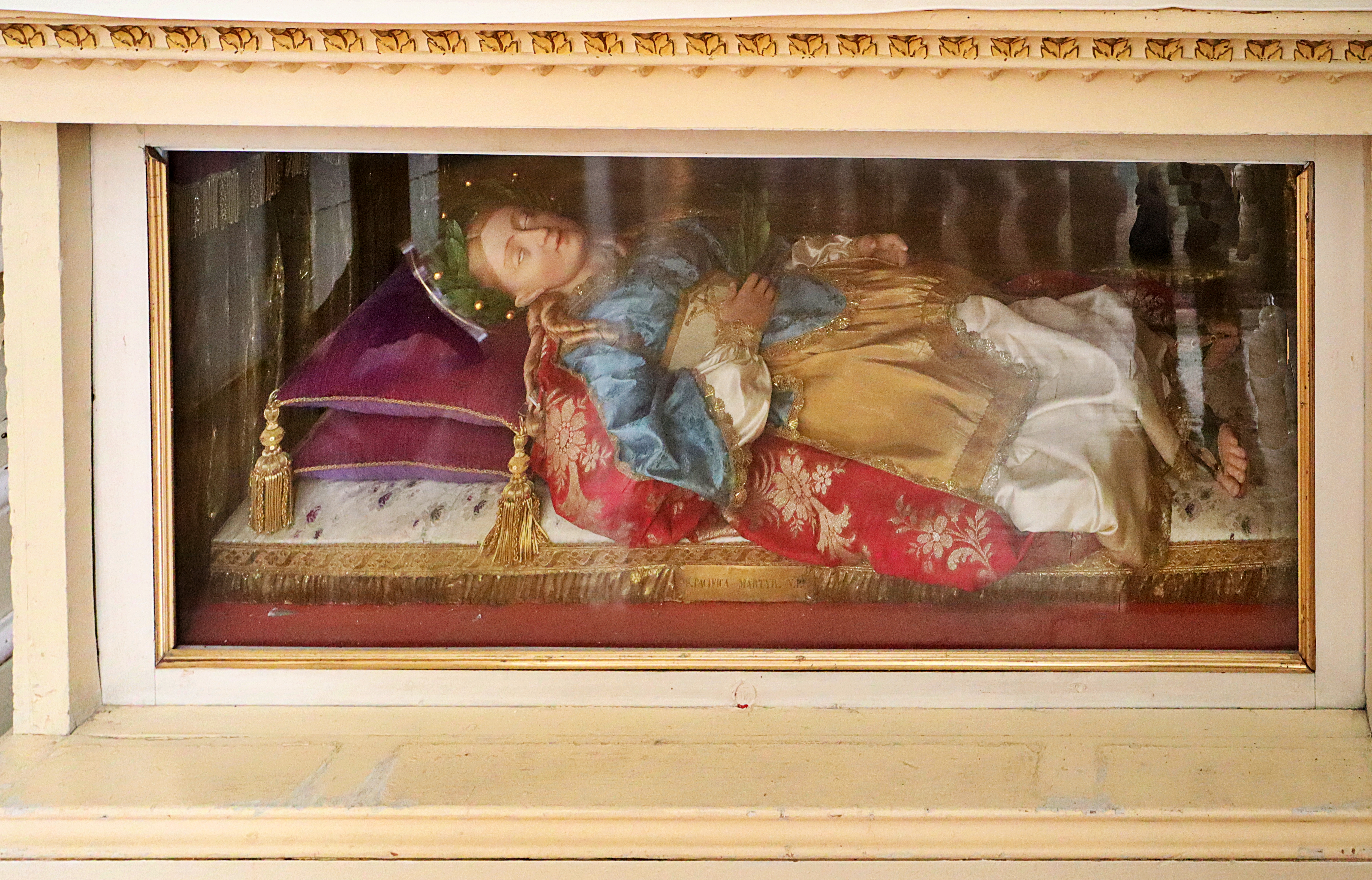
Sainte Pacifique